# Carl August Flügge

Pastor C. A. Flügge

Carl August Flügge (* 14. August 1876 in Helmstedt; † 7. August 1948 in Kassel) war ein deutscher baptistischer Evangelist und sozialdiakonisch engagierter Pastor.

## Leben
Carl August Flügge wuchs in einer betont christlichen Umgebung auf. Seine Eltern Hermann Flügge und Auguste, geborene Bostedt, stammten aus Norddeutschland und konvertierten von der lutherischen Kirche zur baptistischen Freikirche. C.A.Flügge, der am 3. November 1889 in Braunschweig baptistisch getauft wurde, entschied sich schon früh für einen vollzeitigen Dienst innerhalb der Baptistenkirche. Zunächst wirkte er als Missionsgehilfe des Baptistenpredigers F.W. Nickel in Belgard-Bütow/Pommern. Von 1897 bis 1901 besuchte er das baptistische Predigerseminar in Hamburg-Horn. Die Baptistengemeinde Hamburg-Eimsbüttel berief ihn nach Abschluss seines Studiums zu ihrem Pastor. Er nahm diese Berufung an und war 20 Jahre lang Gemeindepastor.
1901 heiratete er die sprachbegabte und gebildete Tschechin Maria Novotny (1880–1949), die Tochter des Prager Baptistenpredigers Heinrich (Jindrich) Novotny. Sie schenkte ihm sieben Kinder. Der jüngste Sohn Rufus Flügge wurde später Stadtsuperintendent an der Marktkirche Hannover.
Seine besondere geistliche Prägung erhielt Flügge durch die englische Erweckungs- und Heiligungsbewegung, die in den Keswick-Konferenzen ihren Ausgangspunkt hatte.

### Sozialdiakonisches und evangelistisches Engagement

Titelblatt eines Traktats zur Bodenreform Damaschkes, erschienen in der Friedensboten-Bücherei, Band VII (herausgegeben von dem Baptistenprediger C. A.Flügge)

Zeitungsanzeige: Einladung zu Vorträgen von Gräfin Schimmelmann

Die sozialen Großstadtprobleme ließen Flügge nicht unberührt. Die Alkoholprobleme weiter Kreise der Bevölkerung, die Wohnungsnot und die Gefährdung junger Frauen, die in großen Scharen in Hamburg Arbeit und Unterkunft suchten, bewegten ihn. Durch Schriften und konkrete Maßnahmen versuchte er, warnend, aufklärend und helfend hier Abhilfe zu schaffen. Über Konfessionsgrenzen hinweg suchte und förderte er die Zusammenarbeit mit verschiedenen diakonischen Einrichtungen. Dazu gehörten die Mitternachtsmission, der Blaukreuzverein und der Evangelische Volksbund. Er gab als Mitarbeiter der Mitternachts-Mission beim Volkswacht-Verlag Hamburg folgende Schriften heraus: „Suchet der Stadt Bestes“, „Wege zur Lösung sozialer Fragen“, „Was uns not tut!“, „Wie kann´s am schnellsten besser werden“ und „Unsere Stellung zu den Gegenwartsnöten“, 1919. Als Vortragsredner und Autor gewann Flügge deshalb weit über die Grenzen seiner eigenen Gemeinde hinaus Anerkennung bei den öffentlichen und kirchlichen Behörden Hamburgs.
Flügge scheute sich nicht, bei seinem evangelistischen Bemühen außergewöhnliche Wege zu beschreiten. So lud er die Gräfin Adeline von Schimmelmann, ehemalige Hofdame der Kaiserin Augusta, zu Evangelisationsvorträgen in die Eimsbütteler Baptistenkapelle ein. Die mehrtägige Veranstaltungsreihe erregte erhebliches Aufsehen. Hunderte von Zuhörern füllten Abend für Abend das freikirchliche Gotteshaus. Im Anschluss an die Evangelisation begründete Flügge die Eimsbütteler Hinterhofmission, bei der Gemeindemitglieder in den Hinterhöfen des Stadtteils Chorlieder sangen, missionarische Kurzansprachen hielten und Traktate verteilten. Ungewöhnlich für die damalige Zeit war auch die interkonfessionelle Zusammenarbeit, die Flügge in Eimsbüttel ins Leben rief und förderte. So missionierte er gemeinsam mit dem lutherischen Pastor Mumssen und dem Prediger der Evangelischen Gemeinschaft in profanen Räumen des Hamburger Stadtteils. Flügges Engagement führte zu einem starken Wachstum seiner Gemeinde. Sonntagsschulen wurden in Wohnungen von Gemeindemitgliedern eingerichtet. Im Kapellengebäude entstand eine kleine Werkstatt, in der der Kastellan Straßenkinder und Jugendliche in handwerklichen Fertigkeiten unterrichtete. 1908 wurde eine Gemeindediakonin eingestellt, die sich vor allem um Schlüsselkinder kümmerte. Als die Patriotische Gesellschaft von 1765 im Jahre 1910 Bücherhallen errichtete, veranlasste Flügge seine Gemeinde, in ihren Räumlichkeiten ein „Kinderlesezimmer“ mit 350 Leihbüchern einzurichten.
In der Zeit des Ersten Weltkrieges galt seine Sorge besonders den russischen Kriegsgefangenen. Er verpflichtete seine Gemeinde um der Liebe Jesu willen, persönliche Patenschaften für diese Gefangenen zu übernehmen.
Carl August Flügge gehörte auch zu den Mitbegründern des baptistischen Diakoniewerks Tabea im damals preußischen Blankenese bei Hamburg. Von 1907 bis 1920 war er dessen Inspektor.
Als Flügge im Januar 1921 nach Kassel wechselte, hatte sich die Zahl der Gemeindeglieder in Eimsbüttel um das Fünffache vermehrt.

### Schriftstellerisches Wirken
1921 wurde Flügge zum Chefredakteur der Christlichen Traktatgesellschaft berufen. Diese gehörte als besondere Abteilung zum Johann-Gerhard-Oncken-Verlag in Kassel. Er übernahm die Schriftleitung des Friedensboten, eines evangelistischen Sonntagsblatts, und des Morgenstern, eines wöchentlichen Kinderblatts. Aufgrund seiner schriftstellerischen Begabung und seines missionarisch-volkstümlichen Stils erreichten beide Blätter hohe Auflagen. Die Auflage des Friedensboten stieg von 70.000 auf über 200.000, die des Morgenstern auf 55.000. Unter seiner Federführung entstanden neue Schriftenreihen, in der auch sozialreformerische Ideen eine Plattform fanden. Dazu gehörten u. a. auch die Vorschläge des Bodenreformers Adolf Damaschke.
Am Ende der Weimarer Republik erschien von ihm die Schrift Sozialismus und Christentum, in der er Brücken baute zu den religiösen Sozialisten und zur Sozialdemokratie. Auch verwies er auf England, wo Arbeiterschaft und Kirche sich im Unterschied zu Deutschland sehr nahe standen. Ab 1930 gab er mehrere Schriften gegen kommunistische Gottlosigkeit heraus, die teilweise hohe Auflagen erreichten. Durch diese Schriften erhielt er unerwartete Spenden, mit denen Lebensmittelpakete im Wert von über hundertzwanzigtausend Mark in die Sowjetunion geschickt werden konnten.
Zu Anfang des Dritten Reiches verfasste er ein 70-seitiges Traktat mit Erklärungen von Hindenburg und führenden Nationalsozialisten zur Religionsfreiheit und Zitaten sowie Pressemeldungen vom baptistischen Weltkongress 1934 in Berlin. Es erreichte eine Auflage von über 60 Tausend Exemplaren. Obwohl es fast nur aus Zitaten bestand, wurde es im Oktober 1935 von der Gestapo „beschlagnahmt und eingezogen, weil der Inhalt den rassepolitischen Grundsätzen des Nationalsozialismus“ widersprach. Eine veränderte Neuauflage wurde verweigert. Sein letztes erschienenes Buch (Glaube an den persönlichen Gott) erreichte von 1938 bis 1939 noch drei Auflagen. Die Christliche Traktatgesellschaft Kassel konnte insgesamt 4,5 Millionen Schriften verkaufen. Die zehn Bücher Flügges erreichten eine Auflage von 1,8 Millionen Exemplaren. Neben Jacob Köbberling (1911–2005) und Johannes Schneider (1895–1970) gehört Flügge zu den wenigen Baptisten, die öffentlich eine Solidarisierung des Baptistenbundes mit der Bekennenden Kirche forderten.
Kurz vor Ausbruch des Zweiten Weltkrieges erhielt Flügge aufgrund seines sozialdiakonischen und volksmissionarischen Engagements von den nationalsozialistischen Behörden ein Rede- und Schreibverbot. Die Christliche Traktatgesellschaft musste ihre Tätigkeit einstellen. Der erzwungene vorzeitige Ruhestand 1939, der Verlust des Verlagshauses und seiner persönlichen Habe durch die Bombenangriffe auf Kassel (er besaß eine der umfangreichsten Privatbibliotheken der Stadt mit 5000 Bänden) brachen seine körperlichen Kräfte. Auch die Verhandlungen mit der Gestapo hatten vermutlich ihren Anteil daran.
Drei Jahre nach dem Krieg verstarb Flügge nach kurzer, jedoch heftiger Krankheit. Auf dem Friedhof in Oberzwehren wurde er beerdigt.

### Denken, Verkündigung, Handeln
In der Mitte seines Denkens stand das Reich Gottes. Immer wieder zitierte er das Matthäus-Evangelium, Kapitel 6, Vers 33: „Trachtet am ersten nach dem Reiche Gottes!“ Das Reich Gottes war für ihn größer als die eigene Gemeinschaft und Gottes größter Gedanke, „das Endziel aller Entwicklung, wo alles in Harmonie lebt mit dem Unendlichen, wo alles Gott in Christo ehrt und dient, als dem alleinigen König und Herrn […]. Aber nur der Wiedergeborene kann dies Reich Gottes sehen.“ Das Reich Gottes „[…] heißt auch Himmelreich oder Reich der Himmel, weil es himmlische Zustände in den Wiedergebornen und durch sie soviel als möglich schon hier auf Erden verwirklichen will.“ Von hier aus verstand sich seine sozialreformerische Arbeit, sein Einsatz gegen Wohnungsnot, Nikotin- und Alkoholgefahr, gegen Entsittlichung, verbunden mit evangelistischem Dienst. Ein weltflüchtiges, nur der eigenen Heiligkeit und Seligkeit nachstrebendes Frömmigkeitsideal war ihm zutiefst fremd. In seiner Schrift Gegenwartsnöte (1912) heißt es daher: „Mit dem Auge des Glaubens sucht und findet er [der Christ] überall das Gute und unterstützt es wacker. Er sucht der Stadt und der Nation Bestes, in der er lebt […]. Er ist kein Parteimann, er baut gern Brücken und sieht mit leuchtenden Augen jeden Fortschritt des Reiches Gottes auch jenseits seiner Gemeinschafts- und Landesgrenzen […]. Jede gute soziale Tat findet seinen Beifall, edel ist er als Mensch, hilfreich und gut, und von Herzen wirkt und betet er für Juden und Samariter, für Türken und Heiden. Er trachtet zuerst nach dem Reiche Gottes, aber trotzdem oder vielmehr gerade deshalb sympathisiert er mit dem Guten der Friedensbewegung, der Tierschutzvereine, der Bodenreform- und Enthaltsamkeitsbewegungen usw. An alles dieses und jedes Gute denkt er mit, wenn er betet: Dein Reich komme. Dein Wille geschehe wie im Himmel, also auch auf Erden.“ Die Verkündigung sollte – so Flügge – „möglichst jeden unserer Mitmenschen erreichen“. Darum war „sein besonderes Anliegen der Weg zum Herzen des Arbeiters; in sozialistischen Bewegungen kannte man ihn als Freund, wo es ums Helfen ging, als schneidigen Gegner, wo man ohne Christus schaffen wollte.“(Martin Elsholz) Als „wirksamste Predigtmethode“ galt für ihn jene, die „die Sicheren erschreckt, die Schlafenden weckt, den Erweckten zur Bekehrung, den Bekehrten zur Wiedergeburt und den Wiedergebornen zur Heiligung hilft“.

## Werke (Auswahl)
- Die Bedeutung der Frauen für die Heidenmission, in: Zeitschrift „Tabea“, Hamburg 1901
- Die Wahrheit über die Baptisten, Kassel 1906 (viele Auflagen, 55 Tausend)
- Große Denker und der größte Gedanke (Friedensboten-Bücherei Band 1), Kassel 1910
- Suchet der Stadt Bestes, 3.vermehrte Auflage Cassel 1912
- Gegenwartsnöte. Aus dem Zeitenspiegel der Tagespresse, Kassel 1912
- Wege zur Lösung sozialer Fragen, Neuruppin 1913
- Zeugnisse von hundert Theologen über die Taufe, 2. Auflage Cassel 1913, 8. Auflage 1933 (31.-35.Tausend)
- Verbrecher am Volkswohl, Freies Blaues Kreuz Hamburg, 2. vermehrte Auflage 1913/1914
- Die religiöse Frage der Gegenwart: Kirche oder biblische Gemeinden? Cassel 1914
- Wirksame Methoden, Seelen für das Reich Gottes zu gewinnen, 1914
- Was schulden wir unseren Kriegern? (zusammen mit Wilhelm Klingender und Walter Cimbal), Zuzugs- und Mitternachts-Mission, Hamburg 1915
- Feldpost-Grüsse, Hamburg 1917
- Unsere Stellung zu den Gegenwartsnöten, Hamburg 1919. Wieder abgedruckt in: C.A.Flügge, Glaube und Tat (Friedensboten-Bücherei Band 4), Kassel 1921/24, S. 18–31.
- Wie kann`s am schnellsten besser werden? Gedanken zur politischen Neuordnung, Hamburg 1919
- Suchet der Stadt Bestes! Erweiterter Sonderabdruck des letzten Kapitels aus Gegenwartsnöte ("Wohnungsnot und Bodenreform"), Kassel 1918/1919
- Werdet Seelengewinner!, Kassel 1. Auflage 1926, 4. erweiterte Auflage 1934
- Hg., Sozialismus und Christentum (Friedensboten-Bücherei Band 12), Kassel 1928 (mit Beiträgen von C.A.Flügge [3-12], O.Kufuß, R.Donat, F.Herbert Stead, G.W.Wilkins und Pfarrer Lempp)
- Der Schriftforscher. Beiträge zur Erleichterung des Bibelstudiums, Kassel 1928
- Notschreie aus Russland. Sechzig Briefe von Augenzeugen, Kassel 1. Auflage 1930, 6., durch neueste Nachrichten ergänzte Auflage 1934/35 (Friedensboten-Bücherei Band 14/15)
- Bolschewistische Christenverfolgung, Kassel (1930/31)(105 Tausend)
- Stalins Endziel: keinen Besitz, keine Ehe, keine Kirchen, keinen Glauben; das Echo der russischen Notschreie, zusammengestellt aus deutschen Zeitschriften und Tageszeitungen (Friedensbotenheft 80), Kassel 1931 (105 Tausend)
- Die Botschaft der Baptisten im Echo der Presse. Erklärungen führender Männer über religiöse Duldsamkeit im Neuen Deutschland, Kassel 1. Auflage 1934, 2. und 3. Auflage (36.-50.Tausend) 1935 (dann von der Gestapo verboten!)
- Glaube an den persönlichen Gott, Kassel 1. Auflage 1938, 3. vermehrte Auflage 1939
- Er wird dir geben, was dein Herz wünscht, Autobiographie in: Wunder der Gnade Gottes in unserem Leben. Gesammelte Zeugnisse von E.Thimm, Band 2, Hamburg (1940) 2. Auflage 1948, 23-29.